# Fessia
Fessia es un género con once especies de plantas con flores perteneciente a la familia Hyacinthaceae. Es originario de Irán, centro de Asia y Pakistán.

## Taxonomía
El género fue descrito por Franz Speta  y publicado en Phyton. Annales Rei Botanicae 38: 100. 1998.

## Especies
- Fessia bisotunensis (Speta) Speta, Phyton (Horn) 38: 101 (1998).
- Fessia furseorum (Meikle) Speta, Phyton (Horn) 38: 101 (1998).
- Fessia gorganica (Speta) Speta, Phyton (Horn) 38: 101 (1998).
- Fessia greilhuberi (Speta) Speta, Phyton (Horn) 38: 101 (1998).
- Fessia hohenackeri (Fisch. & C.A.Mey.) Speta, Phyton (Horn) 38: 101 (1998).
- Fessia khorassanica (Meikle) Speta, Phyton (Horn) 38: 101 (1998).
- Fessia parwanica (Speta) Speta, Phyton (Horn) 38: 101 (1998).
- Fessia purpurea (Griff.) Speta, Phyton (Horn) 38: 101 (1998).
- Fessia puschkinioides (Regel) Speta, Phyton (Horn) 38: 101 (1998).
- Fessia raewskiana (Regel) Speta, Phyton (Horn) 38: 102 (1998).
- Fessia vvedenskyi (Pazij) Speta, Phyton (Horn) 38: 102 (1998).